# Percy Jackson et les Chroniques de Kane
 (janvier 2020).
Percy Jackson et les Chroniques de Kane (titre original : Percy Jackson and the Kane Chronicles) est une trilogie de nouvelles de fantasy écrites par Rick Riordan, entre 2013 et 2015.

## Nouvelles
La première nouvelle est narrée par Carter, la deuxième par Annabeth et la troisième par Percy Jackson. Les deux premières sont disponibles en français en version électronique et les autres sont en version papier. 

### Le Fils de Sobek
Carter Kane se rend à Long Island où il rencontre Percy Jackson. Le magicien et le demi-dieu s’unissent pour combattre un crocodile géant, fils de Sobek. Ils découvrent finalement que le crocodile n'est géant qu'à cause d'un collier que quelqu'un a accroché autour de son cou.

### Le Sceptre de Sérapis
Annabeth Chase rencontre Sadie Kane dans une station de métro. Elles combattent d’abord un chien à trois têtes puis son maître, le dieu Sérapis. Elles découvrent que Sérapis a été libéré par un magicien égyptien appelé Setné, une vieille connaissance de Carter et Sadie.

### La Couronne de Ptolémée
Carter, Sadie, Annabeth et Percy combattent  Setné,  qui détient la couronne de Ptolémée 1er.